# Holger Czukay
Holger Czukay (* 24. März 1938 als Holger Schüring in Danzig; † 5. September 2017 in Weilerswist) war ein deutscher Bassist, der als Bandmitglied und Mitbegründer der Band Can auch international bekannt wurde.

## Karriere
Czukay wurde 1938 in Danzig geboren. Seine musikalische Karriere begann Czukay 1960, als er seine ersten Aufnahmen machte und in einer Amateur-Jazzband spielte. Von 1963 bis 1966 studierte er Komposition bei Karlheinz Stockhausen an der Musikhochschule Köln. In den folgenden zwei Jahren arbeitete er gelegentlich als Musiklehrer, unter anderem war er am Artland-Gymnasium in Quakenbrück unter dem Namen Holger Schüring tätig. In jener Zeit nahm er an Sessions mit der Beatband The Remo Four teil.
1968 gründete er zusammen mit Irmin Schmidt, mit dem er in Köln studiert hatte, die Band Can. 1977 verließ er die Gruppe.
Er veröffentlichte eine Reihe von Soloalben, auch mit Beteiligung ehemaliger Can-Mitglieder, und arbeitete mit internationalen Künstlern zusammen, darunter in den frühen 1980er Jahren mit Jah Wobble, The Edge, den Eurythmics, David Sylvian, Brian Eno und Phew. 1983 arbeitete er mit der Band Trio. 1987 spielte er die Hauptrolle in dem Experimentalfilm Krieg der Töne, zu dem er auch die gesamte Musik beisteuerte und in dem auch Trio-Sänger Stephan Remmler auftrat. Zu Beginn der 1990er Jahre arbeitete Czukay mit Künstlern wie Peter Gabriel und Annie Lennox; außerdem trat er oft gemeinsam mit seiner Ehefrau Ursula Kloss („U-She“/„Ursa Major“) in Erscheinung. Mitte der 1990er Jahre kam es zu mehreren gemeinsamen Projekten mit Air Liquide beziehungsweise mit dem Air-Liquide-Musiker Dr. Walker alias Ingmar Koch.

## Tod und Nachleben

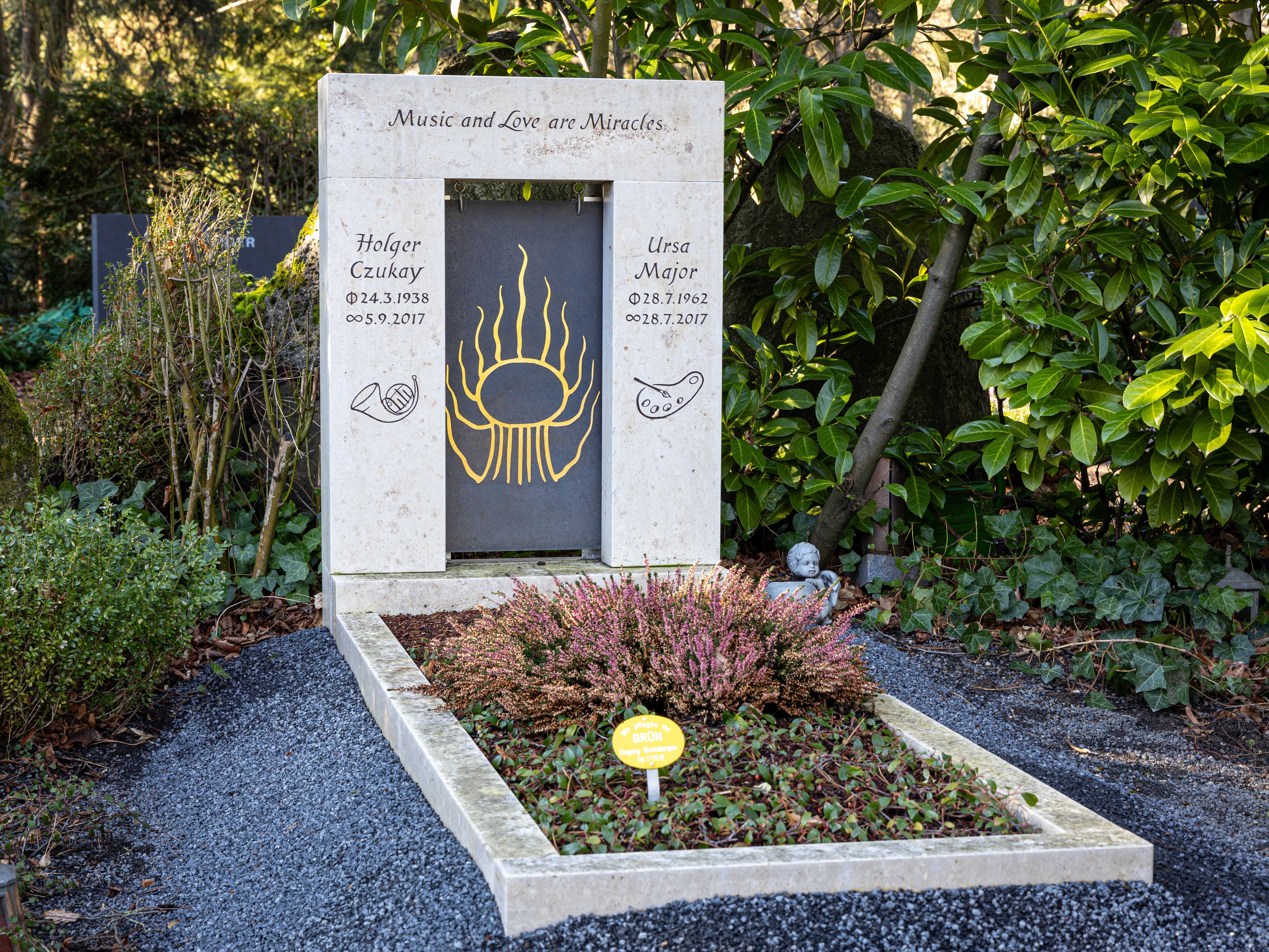
Grabstätte von Holger Czukay und seiner Ehefrau Ursula auf dem Kölner Melaten-Friedhof (2025)

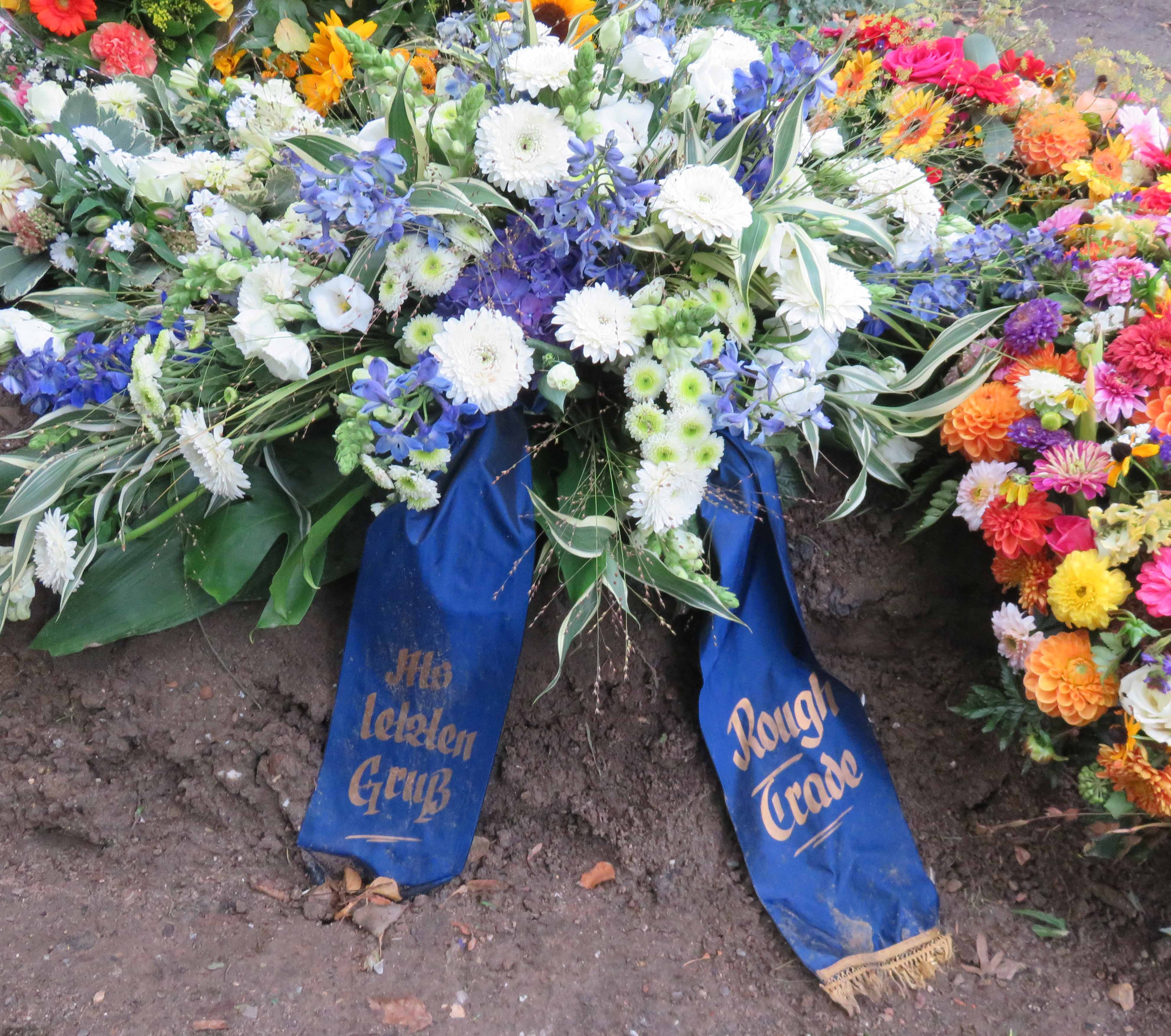
Trauergesteck des Plattenlabels Rough Trade Records auf dem Grab von Czukay (2017)

Am 5. September 2017 wurde Czukay im Can-Studio in Weilerswist, einem ehemaligen Kino, das er auch als Wohnung nutzte, im Alter von 79 Jahren von einem Nachbarn tot aufgefunden. Seine Frau Ursula war kurz vorher, am 28. Juli, ihrem 55. Geburtstag, gestorben. Czukay wurde am 14. September 2017 neben ihr auf dem Kölner Melaten-Friedhof beigesetzt. Das Grab liegt schräg gegenüber dem des Schlagzeugers und Can-Bandkollegen Jaki Liebezeit, der am 22. Januar 2017 an einer Lungenentzündung gestorben war.
2019 wurde posthum der nach ihm benannte Musikpreis Holger-Czukay-Preis für Popmusik der Stadt Köln ins Leben gerufen.

## Diskografie (Auswahl)
Diskografie mit Can siehe unter Can.
- 1968: Canaxis (mit Rolf Dammers)
- 1979: Movies
- 1981: On the Way to the Peak of Normal
- 1981: Biomutanten/Menetekel (als Les Vampyrettes mit Conny Plank)
- 1982: Full Circle (mit Jah Wobble und Jaki Liebezeit)
- 1983: Snake Charmer MINI LP (mit Jah Wobble und The Edge)
- 1984: Der Osten ist rot
- 1984: Brilliant Trees (mit David Sylvian)
- 1987: Rome Remains Rome
- 1988: Plight and Premonition (mit David Sylvian)
- 1989: Flux and Mutability (mit David Sylvian)
- 1991: Radio Wave Surfer
- 1993: Moving Pictures
- 1997: Clash (mit Dr. Walker)
- 1999: Good Morning Story
- 2000: La Luna
- 2001: Linear City
- 2003: The New Millennium (mit U-She)
- 2006: Good Morning Story
- 2006: Time and Tide (mit U-She)
- 2007: 21st Century (mit Ursa Major)
- 2015: Eleven Years Innerspace
- 2018: Cinema
- 2025: Gvoon – Brennung 1 (Klangcollage aus dem Nachlass, Bearbeitung durch Dirk Dresselhaus)

## Film
- 1987: Krieg der Töne